# Vorwahlergebnisse der Präsidentschaftswahl in den Vereinigten Staaten 2012
Diese Seite führt die Ergebnisse der Vorwahlen der Republikanischen Partei zur Präsidentschaftswahl des Jahres 2012 in den Vereinigten Staaten auf (Republican Party presidential primaries).
In der Demokratischen Partei fanden ebenfalls Vorwahlen statt. In einzelnen Staaten konnte John Wolfe bis über 41 % der Stimmen auf sich vereinen. In West Virginia gewann sogar ein Häftling 40 % der Stimmen. Dennoch galt die Nominierung von Präsident Barack Obama als sicher. Dieser trat in vielen Staaten ohne Herausforderer an.

## Delegierte
Die Aufteilung der Delegierten erfolgte auf Grund der Vorwahlergebnisse in den Bundesstaaten. Aufgrund der komplizierten Vorwahlrichtlinien bestimmten neben dem Stimmenanteil der Primaries und Caucuses (Conventions) noch weitere Faktoren den Anteil der auf einen Kandidaten verpflichteten Delegierten. Diese Richtlinien sind von Staat zu Staat unterschiedlich.
Hinzu kamen unverpflichtete Delegierte (Superdelegierte bei Demokraten bzw. RNC-Abgeordnete bei Republikanern), üblicherweise Amtsinhaber und Parteioffizielle – die Zuordnung erfolgte auf Grund von Endorsements (unverbindliche Unterstützungsbekundungen). Es ist auch möglich für Uncommitted (unentschlossen) zu stimmen – was jeweils viele Delegierte ergibt, die darauf verpflichtet waren, unentschlossen zu sein.
Bei den Demokraten standen dem Wahlergebnis nach mindestens drei Kandidaten Verpflichtete Delegierte zu. Da diese teilweise vor der Wahl ihre Delegierten nicht namentlich benannt hatten, wurden diese Delegierten von den Wahlleitern nicht zuerkannt, wogegen die Kandidaten geklagt haben. Die Klagen wurden abgewiesen, da die Parteien die Wahlregeln selbst bestimmen können.

## Gesamtergebnis
| Demokraten |                                                                                      |                          |                            |        |                  |
| Blau gefärbte Staaten wurden von Barack Obama gewonnen.                                                                     |                                                                                      |                          |                            |        |                  |
| Kandidat | Kandidat                                                                             | Verpflichtete Delegierte | Unverpflichtete Delegierte | Gesamt | Gewonnene Wahlen |
| Barack Obama | Barack Obama designierter Präsidentschaftskandidat Präsident der Vereinigten Staaten | 3.331                    | 6                          | 3.337  | 57               |
| ausgeschiedene Kandidaten:                                                                                                  |                                                                                      |                          |                            |        |                  |
| John Wolfe | John Wolfe Rechtsanwalt                                                              | 23 nicht anerkannt       | 0                          | 0      | 0                |
| Randall Terry | Randall Terry Pro-Life-Aktivist                                                      | 7 nicht anerkannt        | 0                          | 0      | 0                |
| | Jim Rogers College-Professor (im Ruhestand)                                          | 0                        | 0                          | 0      | 0                |
| | Keith Judd Häftling                                                                  | 1 nicht anerkannt        | 0                          | 0      | 0                |
| Darcy Richardson | Darcy Richardson Schriftsteller, politischer Aktivist                                | 0                        | 0                          | 0      | 0                |
| John Haywood | John Haywood nur in New Hampshire angetreten Rechtsanwalt                            | 0                        | 0                          | 0      | 0                |
| Vermin Supreme | Vermin Supreme nur in New Hampshire angetreten Performance-Künstler                  | 0                        | 0                          | 0      | 0                |
| Delegierte gesamt: 5.553 (2.778 zum Sieg) Verpflichtete Delegierte: 4.827 Unverpflichtete Delegierte (Superdelegierte): 726 |                                                                                      |                          |                            |        |                  |

| Republikaner |                                                                                          |                          |                            |        |                  |
| Grün gefärbte Staaten wurden von Mitt Romney gewonnen. Blau gefärbte Staaten wurden von Rick Santorum gewonnen. Gelb gefärbte Staaten wurden von Newt Gingrich gewonnen. Lila gefärbte Staaten wurden von Ron Paul gewonnen. |                                                                                          |                          |                            |        |                  |
| Kandidat | Kandidat                                                                                 | Verpflichtete Delegierte | Unverpflichtete Delegierte | Gesamt | Gewonnene Wahlen |
| Mitt Romney | Mitt Romney nominierter Präsidentschaftskandidat ehemaliger Gouverneur von Massachusetts | 1367                     | 57                         | 1424   | 51               |
| ausgeschiedene Kandidaten: |                                                                                          |                          |                            |        |                  |
| Ron Paul | Ron Paul Wahlkampf beendet am 15. Mai Abgeordneter aus Texas                             | 122                      | 1                          | 123    | 1                |
| Newt Gingrich | Newt Gingrich zurückgezogen am 1. Mai 2012 ehem. Sprecher des Repräsentantenhauses       | 166                      | 0                          | 166    | 2                |
| Michele Bachmann | Michele Bachmann zurückgezogen am 3. Januar 2012 Abgeordnete aus Minnesota               | 1                        | 0                          | 1      | 0                |
| Jon Huntsman junior | Jon Huntsman zurückgezogen am 16. Januar 2012 ehem. Botschafter in China                 | 2                        | 0                          | 2      | 0                |
| Rick Perry | Rick Perry zurückgezogen am 16. Januar 2012 Gouverneur von Texas                         | 0                        | 0                          | 0      | 0                |
| Rick Santorum | Rick Santorum zurückgezogen am 10. April 2012 ehemaliger Senator aus Pennsylvania        | 302                      | 0                          | 302    | 13               |
| Delegierte gesamt: 2.286 (1.144 zum Sieg) Verpflichtete Delegierte: 1.871 Unverpflichtete Delegierte (RNC-Delegierte): 415                                                                                                   |                                                                                          |                          |                            |        |                  |

## Gesamtergebnis der Republikaner nach Wählerstimmen
| Kandidat         | Position                                     | Heimatstaat   | Gesamtwählerstimmen | Gewinner in: | Zweitplatzierter in: | Drittplatzierter in: |
| ---------------- | -------------------------------------------- | ------------- | ------------------- | --- | --- | --- |
| Mitt Romney      | Ehemaliger Gouverneur von Massachusetts      | Massachusetts | 9.947.433           | 37 Alaska, Arizona, Arkansas, Kalifornien, Connecticut, Delaware, Florida, Hawaii, Idaho, Illinois, Indiana, Kentucky, Maine, Maryland, Massachusetts, Michigan, Montana, Nebraska, Nevada, New Hampshire, New Jersey, New Mexico, New York, North Carolina, Ohio, Oregon, Pennsylvania, Rhode Island, South Dakota, Texas, Utah, Vermont, Virginia, Washington, West Virginia, Wisconsin, Wyoming Territorien: Amerikanisch-Samoa, Guam, Nördliche Marianen, Puerto Rico, District of Columbia | 9 Colorado, Georgia, Iowa, Kansas, Louisiana, Missouri, Oklahoma, South Carolina, Tennessee Territorien: U.S. Virgin Islands | 4 Alabama, Minnesota, Mississippi, North Dakota |
| Rick Santorum    | Ehemaliger Senator                           | Pennsylvania  | 3.816.110           | 11 Alabama, Colorado, Iowa, Kansas, Louisiana, Minnesota, Mississippi, Missouri, North Dakota, Oklahoma, Tennessee | 15 Alaska, Arizona, Hawaii, Idaho, Illinois, Nebraska, Maryland, Massachusetts, Michigan, New Mexico, Ohio, Pennsylvania, West Virginia, Wisconsin, Wyoming Territorien: Northern Mariana Islands, Puerto Rico                                                         | 17 Arkansas, California, Florida, Georgia, Indiana, Kentucky, Maine, Montana, New Jersey, North Carolina, Oregon, South Carolina, South Dakota, Texas, Utah, Vermont, Washington Territorien: U.S. Virgin Islands |
| Newt Gingrich    | Ehemaliger Sprecher des Repräsentantenhauses | Georgia       | 2.689.771           | 2 Georgia, South Carolina | 5 Alabama, Delaware, Florida, Mississippi, Nevada | 11 Arizona, Colorado, Connecticut, Kansas, Louisiana, Maryland, New York, Ohio, Oklahoma, Rhode Island, Tennessee Territorien: District of Columbia                                                               |
| Ron Paul         | Mitglied des Repräsentantenhauses            | Texas         | 2.017.957           | 0 Territorien: Amerikanische Jungferninseln | 21 Arkansas, California, Connecticut, Indiana, Kentucky, Maine, Minnesota, Montana, New Hampshire, New Jersey New York, North Carolina, North Dakota, Oregon, Rhode Island, South Dakota, Texas, Utah, Vermont, Virginia, Washington Territorien: District of Columbia | 16 Alaska, Delaware, Idaho, Illinois, Iowa, Hawaii, Nebraska, Massachusetts, Michigan, Missouri, Nevada, New Mexico, Pennsylvania, West Virginia, Wisconsin, Wyoming Territorien: Northern Mariana Islands        |
| Jon Huntsman     | Ehemaliger Gouverneur von Utah               | Utah          | 83.173              | 0 | 0 | 1 New Hampshire |
| Rick Perry       | Gouverneur von Texas                         | Texas         | 42.251              | 0 | 0 | 0 |
| Michele Bachmann | Mitglied des Repräsentantenhauses            | Minnesota     | 35.089              | 0 | 0 | 0 |
| Buddy Roemer     | Ehemaliger Gouverneur von Louisiana          | Louisiana     | 33.212              | 0 | 0 | 0 |
| Herman Cain      | Geschäftsmann                                | Georgia       | 13.538              | 0 | 0 | 0 |
| Gary E. Johnson  | Ehemaliger Gouverneur von New Mexico         | New Mexico    | 4.286               | 0 | 0 | 0 |

### Sieger in den einzelnen Countys
|  |  |